# Listă de scriitori din Republica Congo
Aceasta este o listă de scriitori din Republica Congo.
- Noëlle Bizi Bazouma (1959– )
- Silvie Bokoko (1960– )
- Adèle Caby-Livannah (1957– )
- Cucile-Ivelyse Diamoneka (1940– )
- Emmanuel Dongala (1941– )
- Mambou Aimée Gnali
- Floe Hazoume (1959– )
- Justine M'Poyo Kassa-Vubu (1951– )
- Francine Laurans (1962– )
- Binéka Daniele Lissouba, născut în Franța
- Henri Lopes  (1937– ), născut în Republica Democrată Congo
- Alain Mabanckou (1966– )
- Jean Malonga
- Jean Makouta Mboukou
- Guy Menga
- Victor N'Gembo-Mouanda (1969– )
- Diur N'Thumb
- Theophile Obenga
- Ghislaine Sathoud (1969– )
- Tchicaya U Tam'si (1931–1988)
- Jean-Baptiste Tati-Loutard
- Aleth Felix- Tchicaya (1955– )
- Jeannette Balou Tchichelle (1947– )
- Betty (Elisabeth) Mweya Tol'Ande (1947– )
- Marie-Leontine Tsibinda
- Brigitte Yengo
- Patrice Yengo